# The Stuff Heroes Are Made Of
The Stuff Heroes Are Made Of er en amerikansk stumfilm fra 1911 af D. W. Griffith.

## Medvirkende
- Edwin August
- Blanche Sweet som Alice
- Marion Sunshine som Jennie
- Jack Pickford